# Coucou pâle
Heteroscenes pallidus
Genre
Espèce
Statut de conservation UICN

 LC  : Préoccupation mineure
Le Coucou pâle (Heteroscenes pallidus) est une espèce de coucous, oiseaux de la famille des Cuculidae. C'est une espèce monotypique.
Son aire s'étend à travers l'Australie ; il hiverne dans le sud de la Wallacea. Il est rare en Nouvelle-Zélande.